# Bungin Tinggi
Bungin Tinggi is een bestuurslaag in het regentschap Ogan Komering Ilir van de provincie Zuid-Sumatra, Indonesië. Bungin Tinggi telt 1653 inwoners (volkstelling 2010).